# Adela (California)
Adela es un área no incorporada ubicada en el condado de Stanislaus en el estado estadounidense de California.

## Geografía
Adela se encuentra ubicada en las coordenadas 37°47′19″N 120°51′48″O / 37.78861, -120.86333.